# Heinrich Düntzer

Heinrich Düntzer

Johannes Heinrich Joseph Düntzer (* 12. Juli 1813 in Köln; † 16. Dezember 1901 in Köln; Pseudonym: J. H. Blumer) war ein Altphilologe und Literarhistoriker.

## Biografie
Heinrich Düntzer war der vierte Sohn des Kaufmanns Johann Joseph Düntzer und dessen zweiter Ehefrau Maria Cäcilia, geb. Seydlitz aus Brühl. Sein ältester Bruder war der Wundarzt und Medizinhistoriker Joseph Ignaz Düntzer. Ursprünglich sollte Heinrich Theologie studieren, doch die Sprachbegabung des Heranwachsenden führten dazu, dass er Philologie studierte. 1821 kam er in die Vorbereitungsklasse des Friedrich-Wilhelm-Kollegs unter Leitung des Pädagogen Karl Friedrich August Grashof.
Heinrich Düntzer widmete sich seit 1830 erst in Bonn, dann in Berlin altklassischen und sprachwissenschaftlichen Studien und veröffentlichte als deren erste Früchte die Schriften: Die Lehre von der lateinischen Wortbildung (Köln 1836) und Die Deklination der indogermanischen Sprachen (Köln 1839). Daneben schrieb er: Jacques-Auguste de Thou’s Leben, Schriften und historische Kunst (Preisschrift, Darmstadt 1837) und De versu quem vocant Saturnio (mit Laurenz Lersch, Bonn 1838).
Im Sommer 1837 habilitierte er sich in Bonn für altklassische Literatur und erhielt die Erlaubnis, an der Bonner Universität Vorlesungen zu halten, in denen er Autoren der Antike wie Homer und Horaz, aber auch Goethes Faust behandelte. Seine für das Sommersemester 1842 angekündigte Vorlesung über Goethes Iphigenie mit Beziehung auf das Drama des Euripides wurde ihm mit der Begründung untersagt, er sei nicht für deutsche Literatur habilitiert. In einem Schreiben der Fakultät riet man ihm, seine akademische Lehrtätigkeit einzustellen und an ein Gymnasium zu wechseln, da er nicht mit einer Anstellung als Dozent in Bonn rechnen könne. Dennoch blieb Düntzer einige weitere Jahre Privatdozent.
Mit dem Schriftsteller Karl August Varnhagen von Ense unterhielt Düntzer von 1842 bis zu dessen Tod 1858 einen ausgiebigen, vor allem auf Details der Goethe-Philologie konzentrierten Briefwechsel. Auch mit Alexander von Humboldt und mit seinem Lehrer August Boeckh korrespondierte er.
1846 nahm er dann die Stelle eines Bibliothekars am katholischen Gymnasium an Marzellen in seiner Vaterstadt an, seit 1849 mit dem Titel Professor. In der klassischen Philologie ein Schüler Boeckhs und Welckers, veröffentlichte er zahlreiche Arbeiten. Er bemühte sich um die Vereinigung der Gymnasialbibliothek mit dem städtischen Archiv, für das jedoch nicht er, sondern Leonard Ennen berufen wurde. 1885 wurde die von Düntzer betreute Gymnasialbibliothek dennoch mit der städtischen Bibliothek vereinigt, und Heinrich Düntzer ging in den Ruhestand.
Seit 1841 gehörte Düntzer dem Verein der Altertumsfreunde in Bonn an und wurde 1877 Ehrenmitglied des Vereins.
Düntzer starb 1901 im Alter von 88 Jahren und wurde in der Familiengrabstätte auf dem Kölner Melaten-Friedhof beerdigt. Das Grab wurde nach Ablauf der Nutzungsfrist abgeräumt.

## Veröffentlichungen (Auswahl)

### Homer
- Homer und der epische Kyklos (Köln 1839);
- De Zenodoti studiis Homericis (Göttingen 1848);
- Kritik und Erklärung der Horazischen Gedichte (Braunschweig 1840–46, 5 Bde.);
- Die römischen Satiriker  (Übersetzung, Braunschweig 1846);
- Rettung der Aristotelischen Poetik  (das. 1840);
- Die Fragmente der epischen Poesie der Griechen (Köln 1840–42, 3 Tle.);
- Die Homerischen Beiwörter des Götter- und Menschengeschlechts (Göttingen 1859); *Homerische Abhandlungen (Leipzig 1872);
- Kirchhoff, Köchly und die Odyssee  (Köln 1872) und
- Die Homerischen Fragen (Leipzig 1874).

### Goethe
Besonders verdient und in weiten Kreisen bekannt gemacht hat sich Düntzer durch seine eingehenden und vielseitigen Arbeiten über die klassische deutsche Literatur, insbesondere über Goethes Leben und Werke. Hierher gehören besonders die Schriften:
- Goethes Faust in seiner Einheit und Ganzheit (Köln 1836);
- Goethe als Dramatiker  (Leipzig 1837);
- Die Sage von Dr. Johannes Faust (Leipzig 1848);
- Zu Goethes Jubelfeier (Elberfeld. 1849);
- Goethes Prometheus und Pandora  (Leipzig 1850);
- Goethes Faust (Leipzig 1850–51, 2 Bde.; 2. Aufl. 1857);
- Frauenbilder aus Goethes Jugendzeit (Leipzig 1852);
- Freundesbilder aus Goethes Leben (Leipzig 1853);
- Goethes Götz und Egmont  (Braunschweig. 1854);
- Goethes Tasso (Leipzig 1854);
- Goethes lyrische Gedichte. Für gebildete Leser erläutert (Elberfeld 1858, 2 Bde.);
- Schiller und Goethe (Stuttgart 1859);
- Goethe und Karl August (Leipzig 1861–65, 2 Bde.);
- Neue Goethe-Studien (Nürnberg 1861);
- Aus Goethes Freundeskreise (Braunschweig 1868);
- Charlotte von Stein, Goethes Freundin (Stuttgart 1874, 2 Bde.);
- Charlotte von Stein und Corona Schröter, eine Verteidigung (Stuttgart 1876);
- Goethes Leben (Leipzig 1880, 2. Aufl. 1883);
- Goethes Eintritt in Weimar (Leipzig 1883);
- Goethe und die Bibliotheken zu Weimar und Jena. In: Zentralblatt für Bibliothekswesen, Jg. 1, 1884, S. 89–104 (online).
- Abhandlungen zu Goethes Leben und Werken (Wartig, Leipzig. 1885, 2 Bde.) (Digitalisierte Ausgabe der Universitäts- und Landesbibliothek Düsseldorf)
  - 1. 1885
  - 2. 1885
- Goethes Beziehungen zu Köln (Leipzig 1885).
- Goethes Stammbäume (Gotha 1894) (Digitalisat)

### Sonstige
Für Hempels Nationalbibliothek sämmtlicher deutscher Classiker besorgte Düntzer eine Gesamtausgabe von Herders Schriften:
- Herder's Werke. Nach den letzten Quellen rev. Ausgabe. Hrsg. u. mit Anm. begleitet nebst einer Biographie des Dichters. 24 Theile in 13 Bänden. Hempel, Berlin 1869–1877.

Ferner erschienen: Erläuterungen zu den deutschen Klassikern (Jena u. Leipzig 1855–80, 78 Hefte unter Mitarbeit von Ludwig Eckardt), die für das große Publikum bestimmt sind und die außer Goethes und Schillers poetischen Werken Klopstocks Oden, Lessings Dramen, Wielands Oberon, Herders Cid und Legenden, Uhlands Balladen und Romanzen behandeln.

### Edierte Briefwechsel
Wertvolle Beiträge zur Kenntnis der klassischen Literaturperiode bilden noch die von ihm herausgegebenen Briefwechsel zwischen Goethe und Staatsrat Schultz (Leipzig 1853); Briefe von Schillers Gattin an einen vertrauten Freund (Leipzig 1856); Aus Herders Nachlaß (Leipzig 1856–57, 3 Bde.); Aus Knebels Briefwechsel mit seiner Schwester Henriette (Jena 1858); Zur deutschen Literatur und Geschichte, Briefe aus Knebels Nachlaß (Nürnberg 1857–58, 2 Bde.); Herders Reise nach Italien (Gießen 1859); Von und an Herder (Leipzig 1861–1862, 3 Bde.); Briefwechsel zwischen Friedrich Jacobs und Franz Göller (Leipzig 1862); Zwei Bekehrte. Zacharias Werner und Sophie v. Schardt (Leipzig 1873); Schillers Leben (Leipzig 1881); Lessings Leben (Leipzig 1882); Christoph Kaufmann, der Apostel der Geniezeit und herrnhutische Arzt (Leipzig 1882).

### Sonstiges
Als Dichter trat Düntzer anonym auf in Adeline. Liebeslieder vom Rhein (Köln 1860). Zahlreiche Abhandlungen und Aufsätze von ihm finden sich in Zeitschriften; auch schrieb er einen Katalog der Altertümer des Museums Wallraf-Richartz  (2. Aufl., Köln 1873) und gab Dido. Ein Trauerspiel von Frau v. Stein (Frankfurt 1867) heraus.
Auch als Autobiograph wurde Düntzer aktiv. Zwei Jahre vor seinem Tod veröffentlichte er einen Abriss seines Lebens-, Bildungs- und beruflichen Werdeganges:
- Mein Beruf als Ausleger. 1835–1868. Wartig's Verl. Hoppe, Leipzig 1899 (Web-Ressource).

Düntzer wird die kritische Formulierung „Hier irrt Goethe“ zugeschrieben; sie wurde in dieser Form bislang in seinen Schriften nicht nachgewiesen.